# Volta à Romandia
A Volta à Romandia (Tour de Romandie em francês) é uma competição de ciclismo profissional por etapas que se disputa anualmente na região da Romandia na Suíça durante o mês de Abril. A primeira edição realizou-se em 1947, não se tendo realizado nos períodos de 1940-1955 sendo um evento do UCI World Tour.

## Palmarés
| Ano  | Vencedor                 | Segundo                         | Terceiro             |           |
| ---- | ------------------------ | ------------------------------- | -------------------- | --------- |
| 1947 | Désiré Keteleer          | Gino Bartali                    | Ferdi Kübler         |           |
| 1948 | Ferdi Kübler             | Jean Goldschmit                 | Mathias Clemens      |           |
| 1949 | Gino Bartali             | Ferdi Kübler                    | Settimio Simonini    |           |
| 1950 | Édouard Fachleitner      | Hugo Koblet                     | Kléber Piot          |           |
| 1951 | Ferdi Kübler             | Hugo Koblet                     | Fritz Schär          |           |
| 1952 | Wout Wagtmans            | Hugo Koblet                     | Raymond Impanis      |           |
| 1953 | Hugo Koblet              | Pasquale Fornara                | Louison Bobet        |           |
| 1954 | Jean Forestier           | Pasquale Fornara                | Carlo Clerici        |           |
| 1955 | René Strehler            | Hugo Koblet                     | Max Schellenberg     |           |
| 1956 | Pasquale Fornara         | Carlo Clerici                   | René Strehler        |           |
| 1957 | Jean Forestier           | Guido Carlesi                   | Hugo Koblet          |           |
| 1958 | Gilbert Bauvin           | Pino Cerami                     | Giovanni Pettinati   |           |
| 1959 | Kurt Gimmi               | Rolf Graf                       | Alfred Rüegg         |           |
| 1960 | Louis Rostollan          | Édouard Delberghe               | Jos Hoevenaers       |           |
| 1961 | Louis Rostollan          | Giuseppe Fezzardi               | Imerio Massignan     |           |
| 1962 | Guido De Rosso           | Franco Cribiori                 | Joseph Novales       |           |
| 1963 | Willy Bocklant           | Federico Bahamontes             | Guido De Rosso       |           |
| 1964 | Rolf Maurer              | Huub Zilverberg                 | Gastone Nencini      |           |
| 1965 | Vittorio Adorni          | Rolf Maurer                     | Robert Hagmann       |           |
| 1966 | Gianni Motta             | Raymond Delisle                 | Rolf Maurer          |           |
| 1967 | Vittorio Adorni          | Louis Pfenninger                | Armand Desmet        |           |
| 1968 | Eddy Merckx              | Raymond Delisle                 | Robert Hagmann       |           |
| 1969 | Felice Gimondi           | Vittorio Adorni                 | Antoine Houbrechts   |           |
| 1970 | Gösta Pettersson         | Davide Boifava                  | Joop Zoetemelk       |           |
| 1971 | Gianni Motta             | Antonio Salutini                | Willy Van Neste      |           |
| 1972 | Bernard Thévenet         | Lucien Van Impe                 | Raymond Delisle      |           |
| 1973 | Wilfried David           | Lucien Van Impe                 | Michel Pollentier    |           |
| 1974 | Joop Zoetemelk           | Wladimiro Panizza               | Fedor den Hertog     |           |
| 1975 | Francisco Galdós         | Josef Fuchs                     | Knut Knudsen         |           |
| 1976 | Johan De Muynck          | Roger De Vlaeminck              | Eddy Merckx          |           |
| 1977 | Gianbattista Baronchelli | Joop Zoetemelk                  | Knut Knudsen         |           |
| 1978 | Johan van der Velde      | Hennie Kuiper                   | Johan De Muynck      |           |
| 1979 | Giuseppe Saronni         | Gianbattista Baronchelli        | Henk Lubberding      |           |
| 1980 | Bernard Hinault          | Silvano Contini                 | Giuseppe Saronni     |           |
| 1981 | Tommy Prim               | Giuseppe Saronni                | Peter Winnen         |           |
| 1982 | Jostein Wilmann          | Tommy Prim                      | Silvano Contini      |           |
| 1983 | Stephen Roche            | Phil Anderson                   | Tommy Prim           |           |
| 1984 | Stephen Roche            | Jean-Marie Grezet               | Niki Rüttimann       |           |
| 1985 | Jörg Müller              | Acácio da Silva                 | Tommy Prim           |           |
| 1986 | Claude Criquielion       | Jean-François Bernard           | Bruno Cornillet      |           |
| 1987 | Stephen Roche            | Jean-Claude Leclercq            | Ronan Pensec         |           |
| 1988 | Gerard Veldscholten      | Tony Rominger                   | Urs Zimmermann       |           |
| 1989 | Phil Anderson            | Gilles Delion                   | Robert Millar        |           |
| 1990 | Charly Mottet            | Robert Millar                   | Luc Roosen           |           |
| 1991 | Tony Rominger            | Robert Millar                   | Michael Carter       |           |
| 1992 | Andrew Hampsten          | Miguel Indurain                 | Charly Mottet        |           |
| 1993 | Pascal Richard           | Claudio Chiappucci              | Andrew Hampsten      |           |
| 1994 | Pascal Richard           | Armand de Las Cuevas            | Andrew Hampsten      |           |
| 1995 | Tony Rominger            | Piotr Ugrumov                   | Francesco Casagrande |           |
| 1996 | Abraham Olano            | Alexandr Gonchenkov             | Giuseppe Guerini     |           |
| 1997 | Pavel Tonkov             | Chris Boardman                  | Beat Zberg           |           |
| 1998 | Laurent Dufaux           | Alex Zülle                      | Francesco Casagrande |           |
| 1999 | Laurent Jalabert         | Beat Zberg                      | Wladimir Belli       |           |
| 2000 | Paolo Savoldelli         | Joseba Beloki                   | Laurent Dufaux       |           |
| 2001 | Dario Frigo              | Félix García Casas              | Wladimir Belli       |           |
| 2002 | Dario Frigo              | Alex Zülle                      | Cadel Evans          |           |
| 2003 | Tyler Hamilton           | Laurent Dufaux                  | Francisco Pérez      |           |
| 2004 | Tyler Hamilton           | Fabian Jeker                    | Leonardo Piepoli     |           |
| 2005 | Santiago Botero          | Damiano Cunego                  | Denis Menchov        |           |
| 2006 | Cadel Evans              | Alberto Contador                | Alejandro Valverde   |           |
| 2007 | Thomas Dekker            | Paolo Savoldelli                | Andrey Kashechkin    |           |
| 2008 | Andreas Klöden           | Roman Kreuziger                 | Marco Pinotti        |           |
| 2009 | Roman Kreuziger          | Vladimir Alexandrovitch Karpets | Rein Taaramäe        |           |
| 2010 | Simon Špilak             | Denis Menchov                   | Michael Rogers       |           |
| 2011 | Cadel Evans              | Tony Martin                     | Alekszandr Vinokurov |           |
| 2012 | Bradley Wiggins          | Andrew Talansky                 | Rui Costa            |           |
| 2013 | Chris Froome             | Simon Špilak                    | Rui Costa            |           |
| 2014 | Chris Froome             | Simon Špilak                    | Rui Costa            |           |
| 2015 | Ilnur Zakarin            | Simon Špilak                    | Chris Froome         |           |
| 2016 | Nairo Quintana           | Thibaut Pinot                   | Ion Izagirre         |           |
| 2017 | Richie Porte             | Simon Yates                     | Primož Roglič        |           |
| 2018 | Primož Roglič            | Egan Bernal                     | Richie Porte         |           |
| 2019 | Primož Roglič            | Rui Costa                       | Geraint Thomas       |           |
| 2020 | cancelado                | cancelado                       | cancelado            | cancelado |
| 2021 | Geraint Thomas           | Richie Porte                    | Fausto Masnada       |           |
| 2022 | Aleksandr Vlasov         | Gino Mäder                      | Simon Geschke        |           |
| 2023 | Adam Yates               | Matteo Jorgenson                | Damiano Caruso       |           |
| 2024 | Carlos Rodríguez         | Aleksandr Vlasov                | Florian Lipowitz     |           |
| 2025 |                          |                                 |                      |           |

### Vitórias Múltiplas
| Vit | Ciclista               | Edições          |
| --- | ---------------------- | ---------------- |
| 3   | Stephen Roche (IRL)    | 1983, 1984, 1987 |
| 2   | Ferdinand Kübler (SUI) | 1948, 1951       |
| 2   | Jean Forestier (FRA)   | 1954, 1957       |
| 2   | Louis Rostollan (FRA)  | 1960, 1961       |
| 2   | Vittorio Adorni (ITA)  | 1965, 1967       |
| 2   | Gianni Motta (ITA)     | 1966, 1971       |
| 2   | Tony Rominger (SUI)    | 1991, 1995       |
| 2   | Pascal Richard (SUI)   | 1993, 1994       |
| 2   | Dario Frigo (ITA)      | 2001, 2002       |
| 2   | Tyler Hamilton (USA)   | 2003, 2004       |
| 2   | Cadel Evans (AUS)      | 2006, 2011       |
| 2   | Chris Froome (GBR)     | 2013, 2014       |
| 2   | Primož Roglič (SVN)    | 2018 + 2019      |

### Vitórias por País
| Wins | Country                            |
| ---- | ---------------------------------- |
| 13   | Itália                             |
| 12   | Suíça                              |
| 10   | França                             |
| 6    | Bélgica                            |
| 5    | Holanda, Reino Unido               |
| 4    | Austrália                          |
| 3    | Irlanda, Estados Unidos, Eslovênia |
| 2    | Colômbia, Rússia, Espanha, Suécia  |
| 1    | Chéquia, Alemanha, Noruega         |

## Ligações Externas
«Sítio oficial»